# غوروان بزرغ (قشلاق أهر)
غوروان بزرغ (بالفارسية: گوروان بزرگ) هي منطقة سكنية تقع في إيران في قسم قشلاق الریفي. يقدر عدد سكانها بـ 92 نسمة .